# Самуэль Тефера
Самуэль Тефера (англ. Samuel Tefera; род. 23 октября 1999, Эфиопия) — эфиопский легкоатлет, специализирующийся в беге на средние дистанции. Двукратный чемпион мира в помещении (в 2018 и в 2022), участник Олимпийских игр в Токио (2021), победитель этапа Бриллиантовой Лиги (2019), чемпион Эфиопии (2018).
Экс-рекордсмен мира, действующий обладатель рекорда Африки на дистанции 1500 м в помещении.

## Биография
Родился в не спортивной семье. Но его родина — городок Амбо в Эфиопии подарила миру чемпиона Нью-Йоркского марафона Лелису Десису и серебряного призёра Лондонского марафона Шуру Китату, чьим примером он вдохновлялся. Самуэль заявил о себе ещё в школе. В 8-м классе Самуэль финишировал 2-м на школьном турнире, на равных выступая с соперниками намного старше его. Тот момент стал поворотным в жизни Теферы, поскольку, по его словам, он понял, что хочет заниматься бегом.
В 10-м классе Тефера победил на 1500 метров на региональном чемпионате Оромии, после чего его пригласили в беговой клуб. В то время Самуэль вдохновлялся Кененисой Бекеле.
В 2017 году на чемпионате Эфиопии Тефера лишь немного уступил в борьбе за первое место серебряному призёру чемпионата мира среди юниоров Таресе Толосе. Через пару недель он победил на национальном отборе на Чемпионат мира, зарезервировав за собой место в сборной страны. Это был первый опыт больших соревнований, поэтому Тефера не смог показать высоких результатов и занял лишь 31-е место среди участников забегов на 1500 метров.
До начала бегового сезона 2018 года Тефера никогда не бегал на дорожке в помещении. В 2018 году он выиграл все старты в закрытых манежах, в которых принимал участие, включая Чемпионат мира. В финальном забеге Самуэль обошёл атлета из Польши Марцина Левандовского.
В этом же году Тефера впервые принял участие в легкоатлетическом турнире Aviva Indoor Grand Prix в Бирмингеме, победил на чемпионате Эфиопии и установил мировой рекорд среди юниоров на 1500 м в закрытых помещениях.
В 2019 году установил мировой рекорд на дистанции 1500 метров в закрытых помещениях. Рекорд держался 3 года, пока его не побил норвежский атлет Якоб Ингебригтсен.
В 2022 году, защитил свой титул, опередив в финале Якоба Ингебригтсена. В финальном забеге Самуэль установил рекорд чемпионатов мира в помещении на дистанции 1500 метров. Прежний рекорд был установлен в 1997 году. В интервью организаторам турнира Самуэль сказал, что после Олимпиады в Токио у него были проблемы с ахилловым сухожилием, и травма не давала чувствовать себя на все 100%, но к началу чемпионата ему удалось вылечиться. Спортивные обозреватели отметили, что в случае серьёзной травмы ахилла, спортсменам крайне сложно быстро восстановиться и тем более подвестись ко времени мирового рекорда.
Хотя основной дистанцией Самуэля Теферы является 1500 м, он пробует свои силы на 3000 м и 5000 м. Тефера занимал 4-е место в мировом рейтинге бегунов на 1500 м и 7-е среди бегунов на 5000 м. В биографии спортсмена в официальном профиле ИААФ говорится, что несмотря на достойные результаты, которых Самуэль добился к 19 годам, он ещё не достиг своего пика.